# Srŏk Rukh Kiri
Srŏk Rukh Kiri är ett distrikt i Kambodja.   Det ligger i provinsen Battambang, i den västra delen av landet, 200 km nordväst om huvudstaden Phnom Penh.